# Sự nổi loạn hoàn hảo 3
Sự nổi loạn hoàn hảo 3 (tên gốc tiếng Anh: Pitch Perfect 3) là phim ca nhạc hài của Mỹ năm 2017, do Trish Sie đạo diễn và Kay Cannon cùng Mike White viết kịch bản. Là hậu truyện của Sự nổi loạn hoàn hảo (2015) và là phần phim thứ 3 của loạt phim Pitch Perfect, phim quy tụ dàn diễn viên gồm Anna Kendrick, Anna Camp, Rebel Wilson, Brittany Snow, Hailee Steinfeld, Hana Mae Lee, Ester Dean, Chrissie Fit, Alexis Knapp, John Lithgow, Matt Lanter, Ruby Rose, Kelley Jakle, Shelley Regner, John Michael Higgins, và Elizabeth Banks. Phim kể về nhóm Bellas, giờ đã tốt nghiệp đại học, khi họ tái hợp cho màn trình diễn chung cuối cùng trong một chuyến lưu diễn USO ở nước ngoài.
Quá trình quay phim chính bắt đầu vào tháng 1 năm 2017 tại Atlanta, Georgia, và kết thúc vào tháng 4 năm 2017. Được khởi chiếu vào ngày 22 tháng 12 năm 2017 tại Mỹ, phim nhận về các đánh giá trái chiều từ giới phê bình và đạt doanh thu toàn cầu là 185 triệu USD. Phim đã trở thành phim ca nhạc hài có doanh thu cao thứ 2 mọi thời đại, đứng sau phần phim trước.

## Diễn viên

### Nhóm Bellas
- Anna Kendrick vai Beca Mitchell, cựu nữ sinh và cựu đội trưởng Barden Bellas. Trước khi tham gia chuyến lưu diễn, cô từng là nhà sản xuất nhưng đã nghỉ việc do bất đồng sáng tạo. Trong 3 năm qua, cô ở chung căn hộ cùng những người bạn thân Chloe và Fat Amy tại Thành phố New York.
- Rebel Wilson vai Patricia "Fat Amy" Hobart, cựu nữ sinh siêu tự tin và hài hước của Barden Bellas đến từ Úc. Cô từng tổ chức buổi hoà nhạc đơn nữ "Fat Amy Winehouse" trước khi tham gia chuyến lưu diễn.
- Hailee Steinfeld vai Emily Junk, nữ sinh năm cuối Trường Đại Học Barden và đội trưởng hiện tại của Barden Bellas mới. Cô tham gia chuyến lưu diễn cùng các bạn học cũ của mình.
- Brittany Snow vai Chloe Beale, cựu nữ sinh và cựu đồng lãnh đạo Barden Bellas. Cô khao khát những ngày tháng vinh quang cùng nhóm Bellas. Cô từng nộp đơn vào trường bác sĩ thú y trước khi tham gia chuyến lưu diễn.
- Anna Camp vai Aubrey Posen, cựu nữ sinh và cựu đội trưởng Barden Bellas (trước cả Beca). Cô từng làm việc tại Nhà Nghỉ Fallen Leaves. Thông qua bố cô, nhóm Bellas được mời đến chuyến lưu diễn USO.
- Hana Mae Lee vai Lilly Onakuramara/Esther, cựu nữ sinh Barden Bellas được biết đến bởi giọng nói nhỏ nhẹ và những đặc điểm kỳ quặc. Cô từng là thợ may trước khi tham gia chuyến lưu diễn.
- Ester Dean vai Cynthia Rose Adams, một tomboy cứng rắn và cựu nữ sinh Barden Bellas. Cô từng trượt khoá mô phỏng của Trường Dạy Bay trước khi tham gia chuyến lưu diễn.
- Chrissie Fit vai Florencia "Flo" Fuentes, cựu nữ sinh Barden Bellas đến từ Guatemala. Cô từng làm việc trong xe tải chở hoa quả trước khi tham gia chuyến lưu diễn.
- Alexis Knapp vai Stacie Conrad, cựu nữ sinh Barden Bellas được biết đến bởi vẻ khêu gợi quá mức. Nghề của cô là huấn luyện viên pilates. Dù muốn nhưng cô không thể tham gia chuyến lưu diễn vì lúc đó cô đang mang thai.
- Kelley Jakle vai Jessica Smith, cựu nữ sinh Barden Bellas.
- Shelley Regner vai Ashley Jones, cựu nữ sinh Barden Bellas.

### Các nhân vật khác
- John Michael Higgins vai John Smith, một bình luận viên làm một phim tài liệu xúc phạm nhóm Bellas.
- Elizabeth Banks vai Gail Abernathy-McKadden-Feinberger, một bình luận viên khác cũng làm một phim tài liệu xúc phạm nhóm Bellas.
- John Lithgow vai Fergus Hobart, người bố tội phạm bị ghẻ lạnh của Fat Amy.
- DJ Khaled vai chính mình.
- Ruby Rose vai Calamity, ca sĩ chính của nhóm nhạc Evermoist.
- Matt Lanter vai Chicago, người lính Mỹ dẫn dắt nhóm Bellas trong chuyến lưu diễn, đồng thời là người tình của Chloe.
- Guy Burnet vai Theo, nhà sản xuất nhạc của DJ Khaled, người thích Beca.
- Andy Allo vai Serenity, thành viên Evermoist.
- Hannah Fairlight vai Veracity, thành viên Evermoist.
- Venzella Joy Williams vai Charity, người đánh trống cho Evermoist.
- Trinidad James vai Young Sparrow.
- D.J. Looney vai DJ Dragon Nutz.
- Whiskey Shivers vai nhóm Saddle Up.
- Troy Ian Hall vai Zeke.
- Moisés Arias vai Pimp-Lo.
- Jessica Chaffin vai Evan.
- Michael Rose vai bố Aubrey.

## Sản xuất

### Quay phim
Quá trình quay phim chính bắt đầu vào ngày 5 tháng 1 năm 2017. Phim đã được quay tại Atlanta, Georgia, Cádiz, Tây Ban Nha, và Nice, Pháp, trước khi đóng máy vào ngày 3 tháng 4 năm 2017.
Đoạn danh đề bao gồm các cảnh đã được quay nhưng không xuất hiện trong bản cuối cùng, các cảnh diễn tập, và các cảnh hậu trường khi các nữ diễn viên dành thời gian bên nhau trong quá trình sản xuất cả 3 phần phim.

## Phát hành
Ban đầu, Sự nổi loạn hoàn hảo 3 dự kiến khởi chiếu vào ngày 21 tháng 7 năm 2017, trước khi lùi sang ngày 4 tháng 8 năm 2017. Cuối cùng, phim ra mắt trên toàn cầu vào ngày 30 tháng 11 năm 2017 tại Sydney, Úc, rồi được phát hành tại Mỹ vào ngày 22 tháng 12 năm 2017. Tại Việt Nam, phim khởi chiếu ngày 29 tháng 12 năm 2017 (1 tuần sau Mỹ).